# Теория амаэ
Теория Амаэ — теория, согласно которой одна из сторон в отношениях рассчитывает на снисхождение второй стороны к её слабостям. Была предложена японским психотерапевтом Такэо Дои в 1971 году в книге «Структура амаэ». По мнению автора, она является ключевой концепцией для понимания характера японской культуры и менталитета, поскольку само слово «амаэ», которое может быть переведено как «зависимость от благожелательности других», не имеет точных эквивалентов в других языках.
Амаэ необходима для того, чтобы ладить с японцами, поскольку это основа для создания любых гармоничных отношений в этой стране, в которых дети зависят от своих родителей, молодые полагаются на старших, а пожилые члены общества рассчитывают на помощь своих взрослых детей.
По Дои, непереходный глагол «амаэру» от существительного «амаэ» означает «зависеть [от] и полагаться на благожелательность другого». Это слово имеет такой же корень, как и амаэ, означающий «сладкий». Таким образом, амаэру несет ощущение Подлинной сладости и обычно применяется в описании отношений ребёнка со своей матерью. В Японии начинают говорить о ребёнке, что он испытывает «амаэру», только через полгода после его рождения, когда он уже начинает отчасти различать окружение и выделять в нём свою мать. Поэтому амаэру характеризует «ласковое поведение ребенка любого пола, полагающегося на любовь своих родителей». Подобное чувство эмоциональной зависимости может существовать и между взрослыми людьми (муж и жена, начальник и подчинённый).
Психология «амаэ» подразумевает снисходительное отношение объекта амаэ к тому, кто нуждается в его поддержке. При этом более слабая сторона рассчитывает на то, что все её просчеты будут прощены. Поведение человека из мира «амаэ» можно сравнить с поведением ребёнка, ищущего постоянной опоры и поддержки у родителей и в то же время полагающегося на их снисходительность и благожелательность.

## Место и значение амаэ в японских традициях
Слово «амаэ» можно также использовать для обозначения целой социальной системы, воплощающей эту идеологию. Эта теория применима именно к Японии, поскольку отношения в японском обществе построены на строгой иерархии. Дои также считает, что такие понятия, как «Дух Японии» и «Душа Ямато», а также почитание императора и императорской системы, можно интерпретировать в терминах идеологии «амаэ».
Психологическое значение позиции императора в японском обществе в прошлом заключалось в том, что в представлении многих японцев он брал на себя реальную ответственность за поведение отдельных людей, в то же время оставляя людям всю видимость власти над собой, то есть создавалось впечатление, что желание «амаэру» у народа будет удовлетворено. При этом сам император, в свою очередь, находился на положении почти полной детской зависимости от своего окружения, находясь при этом на верхней ступени иерархической лестницы.

## Амаэ и стыд
Япония представляет собой культуру стыда, в которой человек испытывает это чувство при неумении соблюсти хрупкий баланс в отношениях с другими людьми и, следовательно, неумении соответствовать принятым в обществе нормам и правилам. Согласно мнению Дои, стыд, испытываемый японцем, — не просто забота о хорошем отношении окружающих, а чувство, связанное с личностными переживаниями. И, чтобы не вовлекать собеседника в ситуацию, в которой он может испытать стыд, японец из деликатности будет снисходительным к его поведению.

## Теория амаэ в западном обществе
В настоящее время наблюдается определённая разница в подходе к построению отношений японцами и жителями Запада. Например, когда японцы хотят познакомиться с кем-нибудь, то они делают небольшой подарок, ставя тем самым получателя в положение должника, в результате чего между двумя людьми выстраиваются отношения, основанные на «амаэ» — второй японец будет считать себя зависимым от того, что первый проявил по отношению к нему благожелательность. К тому же японцы не дают прямого отказа из боязни разрушить завязывающиеся отношения. Представитель же западной цивилизации в своём поведении будет полагаться не на чувство долга по отношению к дарителю, а на личное к нему отношение. Следовательно, если подарок не пришёлся по вкусу, отношения не получат дальнейшего развития. Японцы же не могут позволить себе высказываться настолько прямолинейно в силу укоренившихся понятий.
Если же рассматривать теорию амаэ с точки зрения отношения матери и ребёнка, то родительницы из западных стран менее склонны закрывать глаза на детские проступки, чем японки, которые вовлечены в тип отношений амаэ.

## Критика теории Амаэ
Книга Такэо Дои «Структура амаэ», в которой описывалась теория, подверглась жёсткой критике учёных, специализировавшихся на изучении менталитета японцев, как неполно описывающая теорию и полная неточностей.
При этом американский психиатр Фрэнк Джонсон назвал «Структуру Амаэ» значительным вкладом в психоанализ и посвятил целую книгу разбору теории амаэ и её критике.